# Gran Premio degli Stati Uniti d'America-Ovest 1981
Il Gran Premio degli Stati Uniti d'America-Ovest 1981 è stata la prima prova della stagione 1981 del Campionato mondiale di Formula 1. Si è corsa domenica 15 marzo 1981 sul Circuito di Long Beach. La gara è stata vinta dall'australiano Alan Jones, su Williams-Ford Cosworth; per il vincitore si trattò dell'undicesimo successo nel mondiale. Ha preceduto sul traguardo l'argentino Carlos Reutemann anch'egli su Williams-Ford Cosworth e il brasiliano Nelson Piquet su Brabham-Ford Cosworth. Di fatto, visti gli eventi del GP del Sudafrica, la stagione iniziò ufficialmente appena a marzo, cosa che non succedeva dal 1971 e soprattutto dal 1966 che non iniziava una corsa su un circuito cittadino come prima prova del campionato del mondo di Formula uno.

## Vigilia

### Battaglia FISA-FOCA e Patto della Concordia
L'inizio della stagione 1981 fu caratterizzato dalla battaglia scatenatasi tra la Federazione Internazionale Sport Automobilistico (FISA) e la Formula One Constructors Association (FOCA). La decisione della Federazione di abolire l'uso delle "minigonne" sulle vetture di F1 aveva provocato la reazione dell'associazione dei costruttori, che vedeva in tale decisione un forte aiuto alle scuderie che disponevano di un motore turbo, come la Renault, o erano in procinto di crearlo come la Ferrari e l'Alfa Romeo.
Tutta l'interstagione fu puntellata da una lunga polemica fra le due organizzazioni, tanto che la FOCA giunse anche ad annunciare la creazione di un proprio campionato alternativo denominato The World Professional Drivers Championship, gestito dalla The World Federation of Motor Sport (WFMS). Il campionato prevedeva 15 gare da disputarsi in 12 nazioni differenti. Aveva avuto l'adesione di 12 scuderie, con almeno 23 vetture garantite. I team che avevano accettato l'invito erano Arrows, Brabham, Ensign, Fittipaldi, Ligier (che poi passò al fronte delle scuderie legate alla FISA), Lotus, McLaren, RAM, Tyrrell e Williams, a cui si aggiunse anche l'ATS. Il regolamento tecnico era simile a quello della Formula 1, mantenendo però le "minigonne", e prevedendo una limitazione della potenza dei motori e una riduzione del volume degli pneumatici.
La situazione rimase molto tesa fino al 19 gennaio quando vi fu una riunione di molti rappresentanti di scuderia, sia legati alla FOCA che alla FISA, che si tenne a Modena, presso la vecchia sede della Scuderia Ferrari. I costruttori si accordarono per evitare una scissione del campionato. Si decise anche di creare una commissione ristretta che elaborasse una soluzione globale sui regolamenti, valida per 4 anni, da proporre alla FISA. Tale soluzione però non venne immediatamente accettata dalla FISA. Ciò portò la Federazione ad annullare il primo gran premio previsto in stagione, quello del Sudafrica, dopo che il primo gran premio del calendario, quello d'Argentina era stato già posticipato. La prova sudafricana venne comunque considerata legittima dalla federazione nazionale di quel Paese, anche se non valida come prova del mondiale di F1.
Il 17 febbraio venne rotto, in parte, il fronte delle scuderie vicine alle posizioni della FISA. La Renault e la Ligier affermarono di voler partecipare alla seconda gara stagionale, quella di Long Beach. Il 4 marzo venne indetta una conferenza stampa a Parigi da parte della FISA, che però saltò per il mancato raggiungimento dell'accordo finale in merito alla composizione della commissione sulla Formula 1, ad alcuni particolari economici e all'assegnazione del Gran Premio di San Marino per quattro stagioni alla pista di Imola. Il giorno seguente venne comunicata la nascita del Patto della Concordia (o "Convenzione della Concordia"), che avrebbe regolato la Formula 1 negli anni a venire, e che tuttora è la base fondante del campionato mondiale. La FISA veniva riconosciuta come l'ente intitolato a determinare il regolamento tecnico della categoria, mentre alla FOCA veniva garantita l'organizzazione finanziaria del campionato.

### Aspetti tecnici
La Goodyear, casa statunitense fornitrice di pneumatici, aveva deciso di abbandonare il campionato a causa dell'incertezza che perdurava sulla categoria. Per tale la ragione la Michelin s'impegnò a fornire le gomme a tutte le scuderie del mondiale, almeno per le tre prime prove iridate, in attesa dell'arrivo di Pirelli e Avon. La Michelin decise di fornire quattro set di gomme "slick" e tre da bagnato, per ciascuna vettura. La casa francese però venne accusata di favorire le scuderie (Ferrari, Renault, Alfa Romeo e Talbot-Ligier) legate ai grandi costruttori automobilistici. A queste quattro case infatti la Michelin fornì le coperture "TRX", più morbide, mentre agli altri team erano riservati gli pneumatici del modello della stagione 1980.

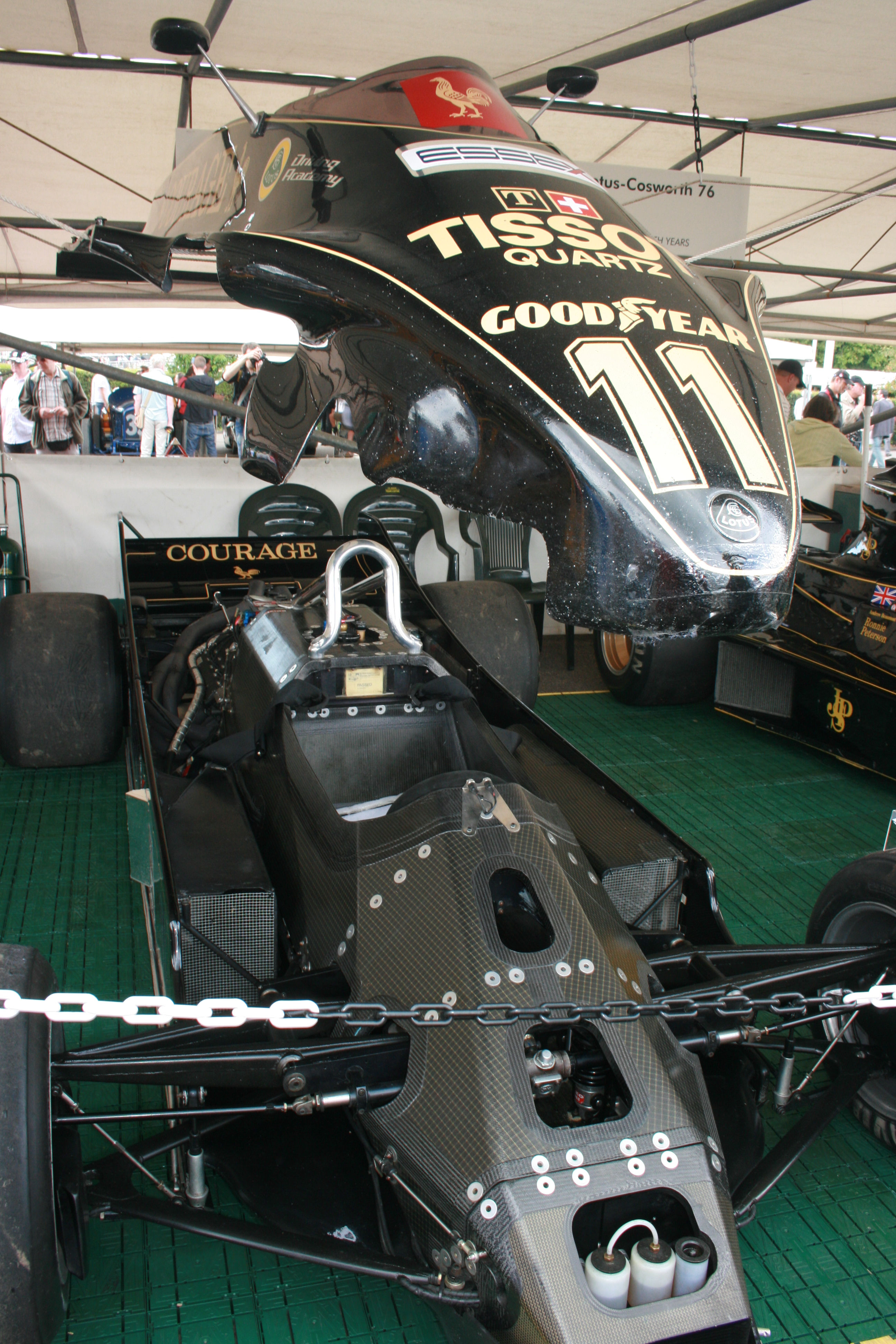
La controversa Lotus 88 che presentava il "doppio telaio".

Le novità regolamentari costrinsero le scuderie a rivedere le vetture con cui avevano preso parte alla stagione 1980, nel tentativo di recuperare la competitività perduta con l'abolizione delle "minigonne". Alcune di queste scelte tecniche destarono però polemiche.
La Lotus 88, disegnata da Colin Chapman e Martin Ogilvie, adottava un doppio telaio che avrebbe dovuto consentire di modificare l'altezza della vettura dal suolo durante la corsa. Ciò scatenò una nuova battaglia regolamentare, anche se non venne chiarito quale punto del regolamento fosse stato violato. La monoposto venne inizialmente considerata regolare dalla FISA, tanto che venne fatta partecipare alle prove del venerdì. Ecclestone, capo della FOCA e patron della Brabham cercò, senza successo di convincere la Lotus a ritirare la vettura. Vi fu poi una riunione dei costruttori per decidere se considerare regolare o meno la monoposto, e solo tre scuderie si astennero dal bocciare la vettura. Successivamente venne considerata non regolare per il fatto che una parte del telaio risultava attaccata alle sospensioni con quattro molle; il secondo telaio veniva collegato alla carrozzeria, ma il regolamento vietava che la carrozzeria fosse attaccata a parti sospese. Il team Lotus dovette qualificarsi con la più convenzionale Lotus 81. Chapman fece ricorso ma i commissari, che pur lo accettarono, decisero di demandare la questione alla FISA e a un'apposita riunione a Parigi.
Vi erano dubbi regolamentari anche per la Brabham BT49C. Essa era dotata di piccoli martinetti idraulici posti ai tiranti delle sospensioni; ciò consentiva di modificare l'altezza della monoposto dal suolo solo con l'ausilio di una valvola. Questo correttore d'assetto (così come la soluzione proposta da Colin Chapman) cercava di aggirare il nuovo regolamento che stabiliva in 6 centimetri l'altezza minima della vettura: con questo stratagemma le BT49C rimanevano a 6 cm dal suolo da ferme, e perciò regolari quando venivano controllate, mentre il pilota poteva agire a suo piacimento sull'altezza durante la marcia.
Alcuni tecnici, tra cui l'ing. Carlo Chiti, proposero di riammettere le "minigonne" al fine di evitare questi escamotage regolamentari.
La Ferrari presentò la 126CK, vettura con motore turbo. La scuderia italiana, che aveva già testato una vettura a motore turbo nel corso delle prove del Gran Premio d'Italia 1980, seguiva quindi l'esempio della Renault. Dal punto di vista aerodinamico, la 126 era anch'essa una wing car, con un ulteriore espediente: allo scopo di liberare spazio nelle fiancate per far defluire meglio l'aria del sottoscocca e massimizzare l'effetto suolo, la Ferrari aveva progettato il motore con il sistema di sovralimentazione incluso tra le due bancate, allargate a 120°, accettando così un lieve innalzamento del baricentro. Questo la distingueva dalla Renault, che aveva la V di 90° e i turbo che ingombravano le fiancate all'esterno delle bancate.
Presentarono versioni nuove delle vetture dell'anno precedente la Williams con la FW07C, la Renault con la RE20B, la McLaren con la M29F, l'Ensign con la N180B, la Fittipaldi con la F8C, l'Alfa Romeo con la 179C e l'Osella con la FA1B. Modello nuovo invece per la Ligier, la JS17. Avevano invece già esordito in Sudafrica la March 811 e la Theodore TY01, che altro non era che la versione aggiornata della Shadow DN11.

### Aspetti sportivi
Due scuderie ritornarono nel campionato mondiale: la March, che aveva già partecipato al campionato mondiale di F1 tra il 1970 e il 1978 (conquistando anche 3 vittorie e 5 pole position), e la Theodore Racing: la scuderia di Hong Kong aveva esordito nel 1977 con una Ensign privata, per poi passare a costruire una monoposto nel 1978, alternandola all'uso di una Wolf. La Theodore era poi rientrata nel 1980, acquistando la Shadow, ma si era ritirata dopo il Gran Premio di Francia.
La Williams confermò la coppia di piloti (Alan Jones-Carlos Reutemann), con la quale si era aggiudicata la Coppa Costruttori 1980. Anche la Brabham confermò la coppia di piloti dell'anno precedente anche se, nella prima gara, il GP del Sudafrica, prova non valida per il mondiale, il team inglese schierò nuovamente Ricardo Zunino, pilota argentino che aveva corso con la scuderia di Bernie Ecclestone i primi sette gran premi della stagione precedente, al posto Héctor Rebaque, colpito da epatite virale.
La stessa Ligier confermò inizialmente la sua coppia di piloti ma, il giorno dopo il Gran Premio d'Italia 1980, Didier Pironi annunciò il suo passaggio in Ferrari, ove sostituì Jody Scheckter, che si era ritirato dalle competizioni. La casa francese completò così la coppia piloti affiancando a Jacques Laffite l'altro transalpino Jean-Pierre Jabouille. La Renault decise per Alain Prost, che nel 1980 aveva fatto il suo esordio in F1 con la McLaren. Per questo gran premio però la Ligier schierò Jean-Pierre Jarier, visto il perdurare dell'indisponibilità di Jabouille.
Eddie Cheever, dopo una stagione all'Osella, passò in Tyrrell. La casa torinese offrì così un volante a Beppe Gabbiani, che aveva tentato, senza successo, di qualificarsi a due gran premi nella parte finale della stagione 1978, con una Surtees. In questa stagione l'Osella decise di schierare due vetture, e affidò l'altra monoposto all'argentino esordiente Miguel Ángel Guerra. La Tyrrell, che aveva utilizzato nella gara sudafricana Desiré Wilson, rivoluzionò la sua coppia di piloti: oltre a Cheever, ingaggiò Kevin Cogan, pilota statunitense che non si era qualificato, con una Williams del team RAM, nel Gran Premio del Canada 1980. La rientrante Theodore Racing iscrisse il solo Patrick Tambay, già impiegato dalla scuderia nel 1977, anche se nella gara sudafricana l'unico pilota era stato Geoff Lees.
Il 30 gennaio Emerson Fittipaldi, pilota brasiliano, campione del mondo nelle stagioni 1972 e 1974, annunciò il suo ritiro dalla Formula 1. Fittipaldi rimase come direttore sportivo della scuderia omonima. La scuderia affiancò al confermato Keke Rosberg l'esordiente brasiliano Chico Serra. La rientrante March si affidò a Derek Daly, impegnato nel 1980 con la Tyrrell, e al cileno, anche lui all'esordio nel mondiale, Eliseo Salazar. Salazar fu l'unico pilota dal suo Paese a prendere parte a un mondiale di F1.
L'Arrows, dopo alcuni tentennamenti, confermò Riccardo Patrese, e iscrisse, sull'altra vettura, il riminese Siegfried Stohr, reduce da una stagione in F2. Mario Andretti abbandonò la Lotus per approdare in Alfa Romeo, da cui partì Andrea De Cesaris, che passò alla McLaren. Ensign e ATS si scambiarono i piloti: Jan Lammers tornò alla scuderia tedesca mentre Marc Surer passò all'Ensign. Quest'ultima, inizialmente, aveva fatto firmare il pilota colombiano Ricardo Londoño, che però era sprovvisto di licenza per correre in F1. Nella sua analoga situazione si trovavano anche Kevin Cogan, Siegfried Stohr, Eliseo Salazar e Miguel Ángel Guerra. Questi piloti però presero parte regolarmente all'evento anche se Jean-Marie Balestre, capo della FISA, minacciò di prendere severi provvedimenti. La Lotus, infine, affiancò a Elio De Angelis Nigel Mansell, già impegnato in alcune prove della stagione 1980.
A causa dell'incertezza in merito al campionato, e alle conseguenti modifiche del calendario, per la prima volta il Campionato mondiale di Formula 1 iniziò con una gara negli Stati Uniti. Era invece dal 1966 che il campionato non iniziava con una gara su un tracciato cittadino, all'epoca quello di Monaco. La gara, oltre che come Gran Premio degli Stati Uniti-Ovest, era nota anche come Gran Premio di Long Beach. In stagione in realtà non si corse il Gran Premio degli Stati Uniti-Est, ma un'altra gara sul tracciato di Las Vegas e soprattutto la stagione iniziò ufficialmente a marzo, cosa che non succedeva dal 1971.
Nelle prove libere del venerdì il più rapido fu Alan Jones su Williams in 1'21"260. Il campione del mondo in carica precedette Nelson Piquet di quasi otto decimi. Seguivano le due Lotus di Nigel Mansell ed Elio De Angelis.

## Qualifiche

### Resoconto
La controversa Lotus 88 venne utilizzata, brevemente, da Elio De Angelis nella prima sessione di prova. Compì solo tre giri, col tempo migliore di 1'31"39, dopo aver compiuto due giri molto lenti. Alan Jones si confermò il più veloce con 1'20"91, davanti a Jean-Pierre Jarier, su Ligier.
Al sabato la battaglia per la pole fu tra Riccardo Patrese e Alan Jones che si portarono via il miglior tempo più volte nel corso delle prove. Patrese, alla fine, ebbe la meglio, agguantando la prima pole della sua carriera, prima (e unica) per la Arrows, battendo di un centesimo di secondo l'australiano campione del mondo. Patrese fu il sessantesimo pilota diverso a segnare la pole in una gara valida per il campionato del mondo, mentre l'Arrows fu il ventottesimo costruttore.
L'altra Williams di Reutemann colse il terzo posto, seguito da Nelson Piquet su Brabham, poi la Ferrari di Gilles Villeneuve e Mario Andretti, alla sua prima gara con l'Alfa Romeo. Dei quattro esordienti solo Chico Serra fu il solo capace di qualificarsi.
Per l'Italia era la seconda pole di fila, dopo quella ottenuta da Bruno Giacomelli nell'Gran Premio degli Stati Uniti-Est 1980, ultima gara dell'anno precedente, curiosamente anch'essa corsa negli USA.

### Risultati
Nella sessione di qualifica si è avuta questa situazione:
| Pos | Nº | Pilota              | Costruttore              | Tempo    | Griglia |
| --- | -- | ------------------- | ------------------------ | -------- | ------- |
| 1   | 29 | Riccardo Patrese    | Arrows-Ford Cosworth     | 1'19"399 | 1       |
| 2   | 1  | Alan Jones          | Williams-Ford Cosworth   | 1'19"408 | 2       |
| 3   | 2  | Carlos Reutemann    | Williams-Ford Cosworth   | 1'20"149 | 3       |
| 4   | 5  | Nelson Piquet       | Brabham-Ford Cosworth    | 1'20"289 | 4       |
| 5   | 27 | Gilles Villeneuve   | Ferrari                  | 1'20"462 | 5       |
| 6   | 22 | Mario Andretti      | Alfa Romeo               | 1'20"476 | 6       |
| 7   | 12 | Nigel Mansell       | Lotus-Ford Cosworth      | 1'20"573 | 7       |
| 8   | 3  | Eddie Cheever       | Tyrrell-Ford Cosworth    | 1'20"643 | 8       |
| 9   | 23 | Bruno Giacomelli    | Alfa Romeo               | 1'20"664 | 9       |
| 10  | 25 | Jean-Pierre Jarier  | Ligier-Matra             | 1'20"787 | 10      |
| 11  | 28 | Didier Pironi       | Ferrari                  | 1'20"909 | 11      |
| 12  | 26 | Jacques Laffite     | Ligier-Matra             | 1'20"925 | 12      |
| 13  | 11 | Elio De Angelis     | Lotus-Ford Cosworth      | 1'20"928 | 13      |
| 14  | 15 | Alain Prost         | Renault                  | 1'20"980 | 14      |
| 15  | 6  | Héctor Rebaque      | Brabham-Ford Cosworth    | 1'21"000 | 15      |
| 16  | 20 | Keke Rosberg        | Fittipaldi-Ford Cosworth | 1'21"001 | 16      |
| 17  | 33 | Patrick Tambay      | Theodore-Ford Cosworth   | 1'21"298 | 17      |
| 18  | 21 | Chico Serra         | Fittipaldi-Ford Cosworth | 1'21"409 | 18      |
| 19  | 14 | Marc Surer          | Ensign-Ford Cosworth     | 1'21"522 | 19      |
| 20  | 16 | René Arnoux         | Renault                  | 1'21"540 | 20      |
| 21  | 9  | Jan Lammers         | ATS-Ford Cosworth        | 1'21"758 | 21      |
| 22  | 8  | Andrea De Cesaris   | McLaren-Ford Cosworth    | 1'22"028 | 22      |
| 23  | 7  | John Watson         | McLaren-Ford Cosworth    | 1'22"183 | 23      |
| 24  | 32 | Beppe Gabbiani      | Osella-Ford Cosworth     | 1'22"213 | 24      |
| NQ  | 4  | Kevin Cogan         | Tyrrell-Ford Cosworth    | 1'22"284 | NQ      |
| NQ  | 17 | Derek Daly          | March-Ford Cosworth      | 1'22"356 | NQ      |
| NQ  | 31 | Miguel Ángel Guerra | Osella-Ford Cosworth     | 1'22"673 | NQ      |
| NQ  | 30 | Siegfried Stohr     | Arrows-Ford Cosworth     | 1'23"504 | NQ      |
| NQ  | 18 | Eliseo Salazar      | March-Ford Cosworth      | 1'24"383 | NQ      |

## Gara

### Resoconto
Il ferrarista Gilles Villeneuve fece una bella partenza tanto da portarsi subito al comando ma, arrivato alla staccata del Queens Hairpin, scelse male il tempo e andò largo. Riccardo Patrese e le due Williams di Carlos Reutemann e Alan Jones passarono davanti. Villeneuve fu comunque capace di rientrare sul tracciato in quarta posizione, davanti al compagno di scuderia Didier Pironi.
Andrea De Cesaris tamponò invece Alain Prost e Héctor Rebaque, sempre all'altezza del tornante. Dopo essere stata colpita, la vettura di Prost attraversò la pista e portò a sbattere contro il muro la Brabham di Rebaque. Prost e De Cesaris furono costretti a ritirarsi, mentre Rebaque riuscì a rientrare ai box e a montare gomme nuove. Al termine del primo giro la classifica vedeva così primo Patrese, seguito da Reutemann, Jones, Villeneuve, Nelson Piquet, Didier Pironi, Eddie Cheever e Mario Andretti.
Nel corso della prima parte di gara Patrese guidava su Reutemann con un margine di circa un secondo, mentre Jones era a tre secondi dall'argentino. Nel corso del quarto giro Villeneuve perse due posizioni, venendo scavalcato da Didier Pironi e da Nelson Piquet, a sua volta sorpassato dal francese della Ferrari.
Al giro 17 Piquet ripassò Pironi mentre Villeneuve si ritirò per un guasto alla trasmissione. Al giro 25 Carlos Reutemann prese il comando davanti a Patrese, che un giro dopo tornò ai box a causa di un malfunzionamento del sistema di alimentazione. Rientrato in gara, si ritirò dopo poco: un piccolo pezzo di lana usata per eliminare le perdite del conduttore della benzina era caduto nel filtro della benzina, non consentendo un corretto pescaggio del carburante.
Il ritiro di Patrese lasciò Reutemann davanti con tre secondi di vantaggio sul suo compagno di scuderia Jones, che però iniziò subito a limitare lo svantaggio di mezzo secondo a giro. Al giro 32, al momento del doppiaggio di Marc Surer, Reutemann andò largo alla esse prima di Linden Avenue, tanto che Alan Jones passò al comando. In 12 giri, il campione del mondo portò a 10 secondi il margine su Reutemann. Nello stesso tempo l'argentino fu comunque capace di ampliare il margine sul terzo, Nelson Piquet, a 36 secondi. Nello stesso giro Jacques Laffite aveva preso la sesta piazza ad Andretti.
Alla tornata numero 41 Jacques Laffite, cercando di passare Cheever, colpì il retro della Tyrrell, rompendo così il musetto della sua Ligier e danneggiando il cambio sulla vettura dello statunitense. Laffite dovette compiere quasi un intero giro prima di rientrare ai box. Proprio all'altezza dell'entrata, Bruno Giacomelli, che era in procinto di doppiare Jan Lammers, cercò di passare entrambe le vetture all'esterno ma, capendo l'impossibilità della manovra, cercò poi di effettuare il doppiaggio di Lammers sull'altro lato: colpì però la ATS, spingendola contro il muretto.
Il ritiro di Laffite non interruppe la battaglia che coinvolgeva Didier Pironi, Eddie Cheever e Mario Andretti per la quarta piazza. Andretti passò Cheever al giro 44, poi al giro 54 anche Pironi, dopo un lungo assalto. Pironi scontava un guaio all'alimentazione tanto che anche Cheever fu capace di passarlo poche tornate dopo. Nel sorpasso tuttavia il pilota della Tyrrell danneggiò ulteriormente il cambio non potendo così più utilizzare la seconda marcia, molto usata sul tracciato californiano.
La gara terminò con la doppietta Williams, con il campione del mondo Alan Jones (era dal 1976 che il campione del mondo in carica non si imponeva nella prima gara della stagione seguente), davanti a Carlos Reutemann, seguiti da Nelson Piquet; quarto giunse Mario Andretti, quinto Eddie Cheever, per la prima volta a punti. Era dal Gran Premio di Svezia 1975 che due statunitensi non giungevano a punti nello stesso gp: all'epoca, oltre ad Andretti, toccò a Mark Donohue. Sesto Patrick Tambay, al ritorno in Formula 1 dopo un anno, che portò i primi punti iridati alla Theodore Racing.
Al termine della gara, dopo un primo esame, la vettura di Jones risultò non regolare: l'alettone posteriore distava dall'asse delle ruote 82 cm, due in più di quanto consentito. Dopo un secondo esame la misura risultò scostarsi di soli due millimetri dal limite regolamentare e perciò Jones non venne squalificato.

### Risultati
I risultati del gran premio furono i seguenti:
| Pos | No | Pilota              | Costruttore              | Giri | Tempo/Ritiro                              | Pos. Griglia | Punti |
| --- | -- | ------------------- | ------------------------ | ---- | ----------------------------------------- | ------------ | ----- |
| 1   | 1  | Alan Jones          | Williams-Ford Cosworth   | 80   | 1h50'41"33                                | 2            | 9     |
| 2   | 2  | Carlos Reutemann    | Williams-Ford Cosworth   | 80   | + 9"19                                    | 3            | 6     |
| 3   | 5  | Nelson Piquet       | Brabham-Ford Cosworth    | 80   | + 34"92                                   | 4            | 4     |
| 4   | 22 | Mario Andretti      | Alfa Romeo               | 80   | + 49"31                                   | 6            | 3     |
| 5   | 3  | Eddie Cheever       | Tyrrell-Ford Cosworth    | 80   | + 1'06"70                                 | 8            | 2     |
| 6   | 33 | Patrick Tambay      | Theodore-Ford Cosworth   | 79   | + 1 giro                                  | 17           | 1     |
| 7   | 21 | Chico Serra         | Fittipaldi-Ford Cosworth | 78   | + 2 giri                                  | 18           |       |
| 8   | 16 | René Arnoux         | Renault                  | 77   | + 3 giri                                  | 20           |       |
| Rit | 14 | Marc Surer          | Ensign-Ford Cosworth     | 70   | Alimentazione                             | 19           |       |
| Rit | 28 | Didier Pironi       | Ferrari                  | 67   | Alimentazione                             | 11           |       |
| Rit | 25 | Jean-Pierre Jarier  | Ligier-Matra             | 64   | Pompa della benzina                       | 10           |       |
| Rit | 6  | Héctor Rebaque      | Brabham-Ford Cosworth    | 49   | Incidente                                 | 15           |       |
| Rit | 23 | Bruno Giacomelli    | Alfa Romeo               | 41   | Collisione con J. Laffite                 | 9            |       |
| Rit | 26 | Jacques Laffite     | Ligier-Matra             | 41   | Collisione con B. Giacomelli              | 12           |       |
| Rit | 20 | Keke Rosberg        | Fittipaldi-Ford Cosworth | 41   | Motore                                    | 16           |       |
| Rit | 9  | Jan Lammers         | ATS-Ford Cosworth        | 41   | Collisione con B. Giacomelli              | 21           |       |
| Rit | 29 | Riccardo Patrese    | Arrows-Ford Cosworth     | 33   | Alimentazione                             | 1            |       |
| Rit | 32 | Beppe Gabbiani      | Osella-Ford Cosworth     | 26   | Incidente                                 | 24           |       |
| Rit | 12 | Nigel Mansell       | Lotus-Ford Cosworth      | 25   | Incidente                                 | 7            |       |
| Rit | 27 | Gilles Villeneuve   | Ferrari                  | 17   | Trasmissione                              | 5            |       |
| Rit | 7  | John Watson         | McLaren-Ford Cosworth    | 16   | Freni                                     | 23           |       |
| Rit | 11 | Elio De Angelis     | Lotus-Ford Cosworth      | 13   | Incidente                                 | 13           |       |
| Rit | 15 | Alain Prost         | Renault                  | 0    | Collisione con A. De Cesaris e H. Rebaque | 14           |       |
| Rit | 8  | Andrea De Cesaris   | McLaren-Ford Cosworth    | 0    | Collisione con A. Prost e H. Rebaque      | 22           |       |
| NQ  | 4  | Kevin Cogan         | Tyrrell-Ford Cosworth    |      |                                           |              |       |
| NQ  | 17 | Derek Daly          | March-Ford Cosworth      |      |                                           |              |       |
| NQ  | 31 | Miguel Ángel Guerra | Osella-Ford Cosworth     |      |                                           |              |       |
| NQ  | 30 | Siegfried Stohr     | Arrows-Ford Cosworth     |      |                                           |              |       |
| NQ  | 18 | Eliseo Salazar      | March-Ford Cosworth      |      |                                           |              |       |

## Classifiche

### Piloti
| Pos. | Pilota           | Punti |
| ---- | ---------------- | ----- |
| 1    | Alan Jones       | 9     |
| 2    | Carlos Reutemann | 6     |
| 3    | Nelson Piquet    | 4     |
| 4    | Mario Andretti   | 3     |
| 5    | Eddie Cheever    | 2     |
| 6    | Patrick Tambay   | 1     |

### Costruttori
| Pos. | Team                   | Punti |
| ---- | ---------------------- | ----- |
| 1    | Williams-Ford Cosworth | 15    |
| 2    | Brabham-Ford Cosworth  | 4     |
| 3    | Alfa Romeo             | 3     |
| 4    | Tyrrell-Ford Cosworth  | 2     |
| 5    | Theodore-Ford Cosworth | 1     |